# Transsudaat
Een transsudaat (Latijn: trans-sūdāre, doorheen-zweten) is een vloeistof die vanuit het vaatstelsel van een organisme lekt naar de buitenwereld of naar een lichaamsholte. Dat mechanisme wordt veroorzaakt door een hydrostatisch of osmotisch drukverschil, bij een intact epitheel.
Een lichte mate van transsudaat is fysiologisch: het beschermt slijmvliezen tegen uitdroging en maakt deel uit van het integumentair systeem. Als er meer transsudaat wordt gevormd dan noodzakelijk dan is er sprake van pathologisch transsudaat.

## Samenstelling
In tegenstelling tot exsudaat bevat transsudaat weinig opgeloste stoffen, cellen of celresten. Transsudaat is daardoor helder vloeibaar.

## Oorzaken
De meest voorkomende oorzaken van pathologisch transsudaat zijn verhoogde hydrostatische druk in bloedvaten door hartfalen (rechtsdecompensatie) en verlaagde colloïdosmotische druk in bloedvaten door hypoalbuminemie (tekort aan het bloedeiwit albumine), veroorzaakt door bijvoorbeeld cirrose of nefrotisch syndroom.

## Het onderscheid tussen transsudaat en exsudaat
Ofschoon zowel exsudaten als transsudaten uittredend vocht met daarin opgelost materiaal zijn, is het ontstaansmechanisme heel anders: Een exsudaat ontstaat door een plaatselijke oorzaak, zoals een ontsteking. Een transsudaat ontstaat door oorzaken elders, zoals verschillen in hydrostatische druk of osmotische druk. Transsudaten bevatten daardoor veel minder eiwit. Datzelfde geldt ook voor de stof LDH. Die eigenschappen worden ook in de diagnostiek gebruikt: Als een vloeistof meer dan 20 g/l eiwit bevat of de dichtheid is meer dan 1,012 kg/l dan is het waarschijnlijk exsudaat; beneden die grenzen is het waarschijnlijk transsudaat. Voor een bepaling met LDH wordt aangehouden dat bij een LDH-activiteit van meer dan 60% van die in het serum of bij meer dan 200 U/l, er sprake is van exsudaat. Nog een test om beiden te onderscheiden is de Rivaltatest, waarbij wat te testen vloeistof in verdund azijnzuur wordt gedruppeld. Als deze druppel oplost en de oplossing helder blijft is de test negatief (transsudaat); als de druppel zichtbaar blijft dan is de test positief (exsudaat).
| Transsudaat versus exsudaat                   | Transsudaat versus exsudaat              | Transsudaat versus exsudaat                 |
| --------------------------------------------- | ---------------------------------------- | ------------------------------------------- |
|                                               | Transsudaat                              | Exsudaat                                    |
| Oorzaken                                      | ↑ hydrostatische druk, ↓ osmotische druk | verhoogde vaatpermeabiliteit bij ontsteking |
| Uiterlijk                                     | Helder                                   | Troebel                                     |
| Dichtheid                                     | < 1,012                                  | > 1,020                                     |
| Eiwit                                         | < 2,5 g/dL                               | > 2,9 g/dL                                  |
| Eiwit in vloeistof/ eiwit in serum            | < 0,5                                    | > 0,5                                       |
| Albumine in vloeistof / albumine in het serum | > 1,2 g/dL                               | < 1,2 g/dL                                  |
| LDH in vloeistof / LDH in het serum           | < 0,6 of < ⅔                             | > 0,6 of > ⅔                                |
| Cholesterol                                   | < 45 mg/dL                               | > 45 mg/dL                                  |